# Ekamba, Aurad
Ekamba là một làng thuộc tehsil Aurad, huyện Bidar, bang Karnataka, Ấn Độ.